# Gnoma boisduvali
Gnoma boisduvali es una especie de escarabajo longicornio del género Gnoma, tribu Gnomini, subfamilia Lamiinae. Fue descrita científicamente por Plavilstshikov en 1931.
La especie se mantiene activa durante los meses de enero, febrero, abril, junio, agosto y octubre.

## Descripción
Mide 11-24,2 milímetros de longitud.

## Distribución
Se distribuye por Papúa Nueva Guinea.